# Base aérienne de Laon-Couvron
La base aérienne de Laon-Couvron (en anglais : Laon-Couvron Air Base) est une ancienne base de l'United States Air Forces in Europe (USAFE) construite en 1953 à Couvron-et-Aumencourt, près de Laon, dans l'Aisne. Durant la guerre froide, la base de Laon-Couvron fut une base de la ligne de front des USAFE.

## Origines
La base aérienne de Laon fut développée à partir d'un aérodrome ouvert dans les années 1930 par l'Armée de l'air française et fut brièvement utilisée par la Royal Air Force (RAF) durant la Bataille de France en 1940. La Luftwaffe s'en servit peu après durant l'Occupation comme base pour des chasseurs combattant les bombardiers de la RAF et de l'Eighth Air Force des United States Army Air Forces (USAAF) effectuant des missions de bombardement au-dessus de la France et de l'Allemagne.
La région de Laon fut libérée en août 1944 par la Third Army. La Ninth Air Force de l'USAAF utilisa la base jusqu'à la capitulation allemande de mai 1945.
Les groupes de l'USAAF utilisant l'aérodrome de Laon-Couvron furent le 366th Fighter Group (utilisant des P-47 Thunderbolt) et le 409th Light Bombardment Group (utilisant des Douglas A-26 "Invaders").
La base aérienne de Laon-Couvron fut rendue à la France le 23 octobre 1945 et resta inutilisée pour de nombreuses années.

## Acquisition par l'OTAN
Après-guerre, alors que la guerre froide prend place avec son lot de tension (blocus de Berlin et menaces de l'Union des républiques socialistes soviétiques sur l'Europe occidentale), le lieu attire l'intérêt des alliés occidentaux.
Des négociations commencent donc en novembre 1950 entre l'OTAN et les États-Unis pour renforcer la défense de l'Europe occidentale en établissant des bases aériennes sur le sol français et en y stationnant des avions de combat.
L'aérodrome de Laon-Couvron fut l'un des premiers terrains proposés par le gouvernement français lors des négociations pour le choix des sites. Il fut décidé que l'aérodrome serait transformé en une base aérienne moderne et que des bombardiers légers de l'USAF y seraient stationnés dès que possible.

## Utilisation par l'USAF
La construction débute le 15 juin 1951 par la mise au niveau des standards de l'OTAN des installations datant de la guerre. Les circuits d'alimentation en eau et d'écoulement des eaux usées furent reconstruits. Une station d'épuration fut construite et les voies d'accès routières furent modernisées. Une nouvelle piste adaptée aux jets fut construite en lieu et place de la piste secondaire utilisée en temps de guerre.
Afin de réduire les dégâts occasionnés par des attaques aériennes, on chercha à espacer le plus possible les lieux de stationnement des avions : les places de stationnement (pouvant être par la suite couvertes de terre pour en améliorer la protection) furent disposées selon le dessin d'une marguerite. Les marguerites étaient composées de quinze à dix-huit lieux de stationnement encadrant un grand hangar central. Chaque « pétale » recevait un ou deux avions. Ainsi, les avions étaient espacés d'environ 50 m les uns des autres. Chaque escadron reçut son propre complexe (hangar central et stationnements). Ces dispositions en forme de marguerites sont clairement visibles sur les images satellites (lien en haut de la page). Dès 1954, la base fut opérationnelle.

### 126th Bombardment Wing (Light)

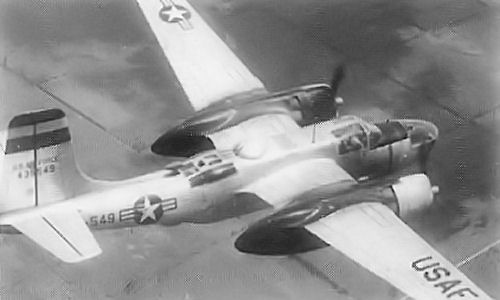
Douglas A/B-26C-35-DT Invader Serial 44-35549 du 180th LBS, Bordeaux-Mérignac AB, (1951/52).

La première unité affectée à la nouvelle base de Laon-Couvron fut la 126th Bombardment Wing de l'Air National Guard qui utilisait d'antiques bombardiers légers Douglas B-26B/C "Invader" datant de la Seconde Guerre mondiale. 
L'escadre était constitué des 108th, 168th et 180th escadrons de bombardiers légers. Les avions étaient marqués de différentes bandes de couleur sur les ailerons et le gouvernail : noir/jaune bleu pour le 108th, noir/jaune/rouge pour le 168th et noir/jaune/vert pour le 180th.   
Le 126th BW avait été appelé en service actif le 1er avril 1951 et déployé sur Bordeaux-Mérignac AB en novembre 1951. Le 25 mai 1952, l'escadre fut redéployé sur Laon, Bordeaux devenant base arrière. 5 B-26Bs, 6 TB-26Bs et 26 B-26Cs furent transférés depuis Bordeaux-Mérignac et 48 B-26C supplémentaires, peints en noir et équipés pour des missions nocturnes, furent transférés depuis le continent américain.
À Laon, le 126th utilisa ses B-26 pour l'entraînement et des manœuvres jusqu'en décembre. Il fut alors retiré du service actif et transféré, sans personnel ni équipement, en Illinois. Le 1er janvier 1953, il était de nouveau placé sous le contrôle de l'Air National Guard de cet État.

### 38th Tactical Bombardment Wing

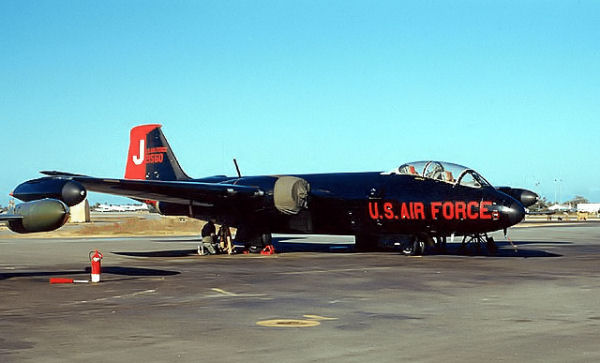
Martin B-57B-MA Serial 52-1560 du 71st Light Bomber Squadron - 1957. Cet avion était aussi l'un de ceux de la patrouille d'acrobaties aériennes des Black Knights. Après son départ de France, cet avion fut affecté au Tactical Bomb Squadron basé à au Sud-Vietnam et effectua des missions de combat (bombardements) à la fin des années 1960.

Le 1er janvier 1953, le matériel du 126th Bomb Wing fut transféré au 38th Tactical Bombardment Wing.  Les escadrons du 38th furent dénommés 71st, 405th et 822nd Bomb Squadrons. L'escadre continua d'utiliser des B-26 jusqu'en 1956.
Au mois d'avril 1955 le 38th Bomb Wing reçut des Martin B-57 "Canberra". Les B-57 remplacèrent les B-26 vieillissants qui furent réaffectés sur le continent américain. English Electric n'étant pas capable de répondre à la demande de l'USAF, les Canberra américains avaient été construits sous licence par Martin. Au total, 49 B-57B et 8 B-57C (version d'entraînement à double commandes) furent déployés à Laon-Couvron.
Les B-57 avaient pour mission de fournir une dissuasion nucléaire pour l'OTAN et de frapper des cibles pré-désignées de jour comme de nuit. Les avions basés à Laon furent peints en noir brillant. Une patrouille d'acrobaties aériennes nommée Black Knights utilisant 5 B-57 fut créée. Les Black Knights se produisirent dans plusieurs réunions en Europe occidentale dont le 22e Salon International de l’Aéronautique du Bourget en 1957. Les Black Knights furent la seule patrouille acrobatique au monde utilisant des bombardiers tactiques.
En 1958, le Général de Gaulle annonça que toutes les armes nucléaires et les avions en étant équipables devaient être retirés du sol français avant le mois de juillet. La stratégie de l'OTAN ayant évolué vers des représailles nucléaires massives, cela signifiait que tous les chasseurs tactiques et bombardiers devaient quitter la France. Le 38th TBW de Laon fut retiré du service actif le 18 juin 1958 et recréé en tant que 38th Tactical Missile Wing', basé à la Hahn Air Base (Allemagne de l'Ouest), et équipé du missile de croisière TM-67A "Matador".  
Les personnels au sol du 38th TBW furent réaffectés au 66th Tactical Reconnaissance Wing qui s'implanta à Laon.
Les B-57 retournèrent aux États-Unis et furent transférés à l'Air National Guard. Certains furent modifiés et convertis en d'autres versions (reconnaissance, guerre électronique). Les avions de Laon-Couvron furent affectés aux unités suivantes :
- 117th Tactical Reconnaissance Squadron, Kansas ANG, Hutchinson (Kansas).
- 154th Tactical Reconnaissance Squadron, Arkansas ANG, Little Rock (Arkansas)
- 165th Tactical Reconnaissance Squadron, Kentucky ANG, Louisville (Kentucky)
- 172nd Tactical Reconnaissance Squadron, Michigan ANG, Battle Creek (Michigan).

Beaucoup de ces avions furent déployés en Asie du sud-est durant la guerre du Viêt Nam. Dès 1973, la plupart des B-57 stationnaient au cimetière de Davis-Monthan Air Force Base à Tucson (Arizona).

### 66th Tactical Reconnaissance Wing

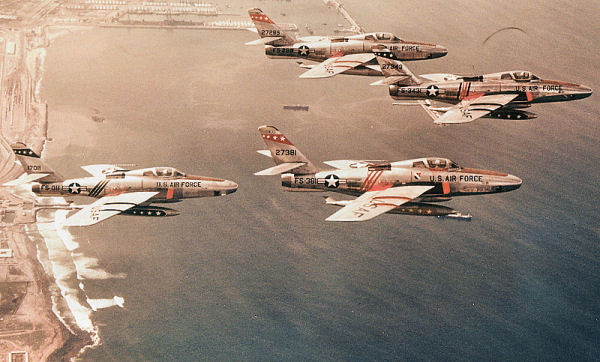
Republic RF-84F-25-RE du 66th Tactical Reconnaissance Wing au-dessus de la côte marocaine, près de la base aérienne de Nouasseur - 1958. Les numéros de série des avions sont les 51-17011, 52-7318, 52-7343 and 52-7295. Tous ces avions furent vendus à l'armée de l'air ouest-allemande. Le 17011 fut revendu aux forces aériennes grecques et le 7381 aux italiennes. Le 17011 est maintenant exposé au musée des forces aériennes grecqu dans la banlieue d'Athènes.

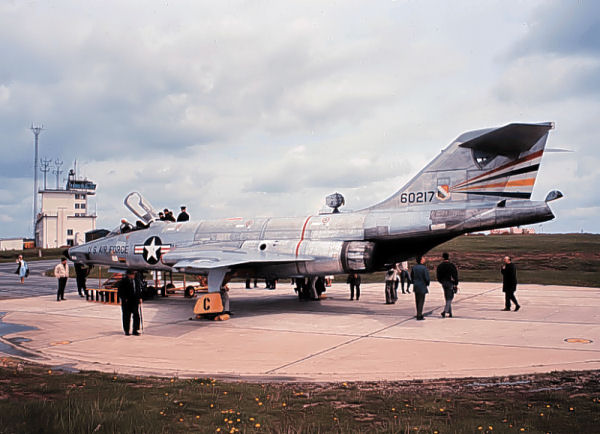
McDonnell RF-101 du 66th Tactical Reconnaissance Wing, Laon-Couvron Air Base, France, 1959. La combinaison de bandes verte, jaune, bleue et rouge de la queue indique l'avion d'un chef d'escadre.

À la suite du retrait forcé de France des B-57 équipés de bombes atomiques, l'USAFE décida d'affecter le 66th Tactical Reconnaissance Wing à Laon. Depuis 1955, le 66th TRW était stationné à Sembach AB en Allemagne de l'Ouest, mais cette base était trop petite pour supporter convenablement cette unité. Ce transfert suivait le plan de l'United States Air Forces in Europe de modifier les affectations de diverses bases en anticipant de futurs changements d'avions. Le 66th TRW devait recevoir des McDonnell RF-101C "Voodoo".
Le commandement du 66th TRW fut transféré à Laon le 10 juillet 1958 mais ses escadrons volants (les 32nd, 38th, 302nd et 303rd) furent affectés à Phalsbourg-Bourscheid AB, en attendant que les aménagements nécessaires, en particulier d'importantes améliorations des pistes, fussent réalisées à Laon.   
Les 64 RF-84F "Thunderstreak" de reconnaissance tactique de la 66th TRW arrivèrent à Laon en septembre. Juste avant de s'installer dans la région, le 302nd effectua une opération de relations publiques en prenant des photos aériennes de toutes les villes dans un rayon de 60 km. Les photos prises furent présentées aux maires des villes comme un cadeau de bienvenue de la part des nouveaux arrivants. 
Il fut annoncé au début de l'année 1959 que les 302nd et 303rd TRS allaient être retirés du service actif et que leurs places au sein de la 66th seraient prises par les 17th et 18th TRS en provenance de Shaw AFB en Caroline du Sud. Ces deux unités arrivèrent à Laon en mai 1959 tandis que les 302nd et 303rd TRS furent officiellement dissous le 20 juin. Tous les RF-84F furent transportés à Naples en vue d'une éventuelle reéaffectation à d'autres forces de l'OTAN.
Il fut annoncé en janvier 1959 que les 32nd et 38th TRS allaient être dotés de McDonnell RF-101C "Voodoo". La plupart des pilotes des 302nd et 303rd TRS furent transférés sur les "Voodoo".

### Le départ de l'USAF
Le général de Gaulle annonça le 7 mars 1966 le retrait de la France du commandement militaire intégré tout en restant dans l'organisation politique. Il donna aux forces de l'OTAN un an (jusqu'au 1er avril 1967) pour quitter le sol français. 
Le 7379th Tactical Group s'installa à Laon AB le 10 juin 1966 pour faciliter la fermeture de la base. Il n'y avait pas de place en Allemagne de l'Ouest pour y réaffecter le 66th TRW ; la base d'alerte du Strategic Air Command d'Upper Heyford (Angleterre), fut donc transférée à l'USAFE et l'escadre fut déplacée au Royaume-Uni après avoir passé huit ans à Laon AB.
Le départ du 66th TFW fut effectif en novembre 1966. Les équipements et personnels USAF restants furent transférés le 17 mars 1967 et la base rétrocédée à la France.

## Utilisation par l'armée de terre française
Après le retrait de l'USAF, l'Armée de terre s'installa sur la base de Laon-Couvron et la renomma Quartier Mangin sur l'ancienne base de Couvron. 
Le 4e régiment d'artillerie doté du  missile nucléaire tactique Pluton y est stationné de juillet 1976 à 1993.
Le 2e régiment de dragons y fut basé de 1984 à 1997.
Le 1er régiment d'artillerie de marine (1er RAMa) y était basé depuis 1993.
La plupart des bâtiments de l'USAF existent encore et sont encore utilisés mais les trois grands hangars ont disparu. De nouveaux bâtiments ont été construits et la piste principale sert maintenant aux hélicoptères de combat.
Fermeture définitive de la base en été 2012 à la suite des réformes du président de la république Nicolas Sarkozy. Le 1er régiment d'artillerie de marine (1er RAMa) a été déplacé à Châlons-en-Champagne à la place du 402e régiment d'artillerie qui a été dissous la même année.
Le 6e RC (régiment de cuirassiers avec chars AMX-30 venant de Saarburg en Allemagne ) a également occupé le site pendant 11 ans jusqu'en 1979 puis il a été déplacé à Olivet (Orléans) avec le 12e RC. Le 6e RC a été depuis dissous.

## Démilitarisation et reconversion du site
Après sa fermeture en l'été 2012, la base militaire de Laon-Couvron va être reconvertie après une attente de plusieurs années en circuit automobile à partir de 2019 pour une ouverture en 2020. Le projet dont le cout total pourrait être de 20 millions d'euros est financé par Jonathan Palmer, ancien pilote de formule 1, sans officiellement de subventions Déjà détenteur de 5 circuits de ce type en Europe, le britannique a donc choisi l'ancienne base militaire de Laon-Couvron pour y créer la sixième.
La base a servi de lieu de tournage pour l'émission de M6 : Forces spéciales, l'expérience

## Emblèmes des unités de l'USAFE ayant servi à Laon-Couvron Air Base

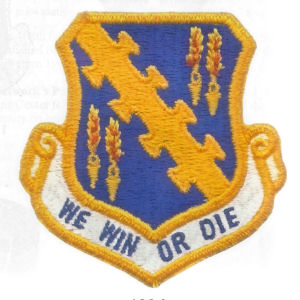
126th Bombardment Wing 1952-1953
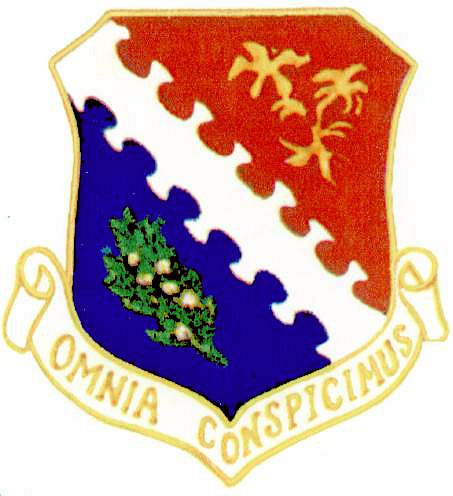
66th Tactical Reconnaissance Wing 1958-1966